# Martjin Nieuwerf
Pour les articles homonymes, voir Nieuwerf.
 (février 2019).
Si vous disposez d'ouvrages ou d'articles de référence ou si vous connaissez des sites web de qualité traitant du thème abordé ici, merci de compléter l'article en donnant les références utiles à sa vérifiabilité et en les liant à la section « Notes et références ».

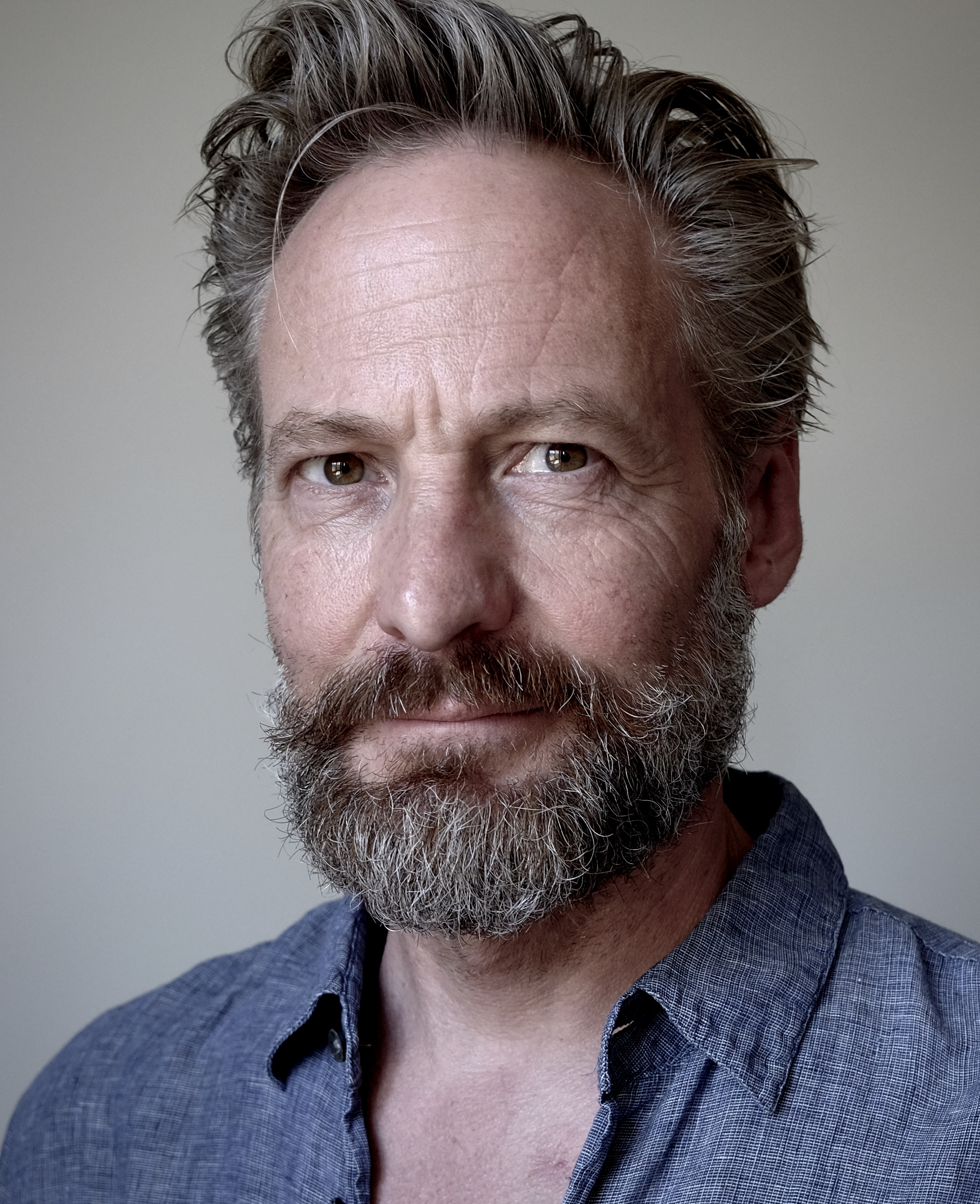
Martjin Nieuwerf

Martjin Nieuwerf, né le 10 décembre 1966 aux Pays-Bas,, est un acteur néerlandais.

## Filmographie[3]

### Cinéma et téléfilms
- 1982 : De Zevensprong (nl) : Maarten
- 1995 : De Buurtsuper (nl) : Sacco
- 1995 : Baantjer : John
- 2000 : Loenatik (nl) : Le journaliste
- 2000-2001 : Wet & Waan (nl): Robin
- 2006 : Keyzer & de Boer advocaten : Frits Buisman
- 2006 : Intensive Care (nl) : Jules de Graaf
- 2006 : Grijpstra & de Gier (nl) : Sandino
- 2008 : Toren C : Le visiteur
- 2008 : Linoleum : Tom
- 2010 : Verborgen gebreken (nl) : Paul Klaver
- 2010 : De Co-assistent (nl) : Hans van Tegelen
- 2011 : Doctor Cheezy (nl) : Fred
- 2013 : Moordvrouw : Gerard de Witte
- 2014 : A'dam - E.V.A. (nl) : Le voisin d'Adam et Eve
- 2014 : One Night Stand: Op Zee : Edo
- 2014-2018 : Flikken Maastricht : Jens Bols
- 2016 : De Jacht (nl) : Le psychopathe
- 2019 : Verborgen verhalen (nl) : Jacob